# 马拉韦罗
马拉韦罗（INN：maraviroc）, 商品名为Selzentry（美）和Celsentri（欧），是辉瑞公司开发的一种治疗HIV-1感染的口服药，属CCR5受体拮抗剂，已于2007年8月和9月分别通过美国FDA和欧盟EMA批准。其与其他抗病毒药物联用，仅适用于治疗由CCR5嗜性HIV-1引起的感染。
此外亦有马拉维罗，马拉维若的中文译名。

## 不良反应
马拉韦罗可引起严重，甚至威胁生命的不良反应。包括肝损害、皮肤反应和过敏反应等，过敏反应可在出现肝损害前出现。此药物在美国被官方在标签上标示黑框警告，用于警示其肝毒性作用。MOTIVATE研究项目表明，马拉维若组和安慰剂组在安全性方面没有临床相关差异。

## 作用机制
马拉韦罗是一种进入抑制剂，具体来说，其为人细胞表面的CCR5受体的负变构调节剂。CCR5作为一种趋化因子受体，是大多数HIV毒株的重要的共受体，也是病毒进入宿主细胞过程所需的受体。马拉韦罗与CCR5受体结合后，阻断了HIV包膜表面的gp120蛋白与CCR5受体结合，由此HIV不能进入到宿主巨噬细胞和T细胞中进行复制。由于HIV也可利用诸如CXCR4等其他共受体进入宿主细胞，因此需要进行HIV嗜性测试以确定马拉韦罗是否有效。

## 历史
马拉韦罗最初是由辉瑞旗下位于英国桑维奇的实验室开发的，开发代号为UK-427857。2007年4月24日，美国FDA咨询小组在审查马拉维若的新药申请中获得一致通过的结果，并于8月6日全面通过批准用于有治疗经历的患者。
在一项双盲对照临床试验中，以209人为优化疗法+安慰剂组；426人给予优化疗法+每日一次150 mg马拉韦罗；另外414人给予优化疗法+每日两次马拉韦罗，一次150mg，为期48周。结果发现每日一次给药中的55%受试者和每日两次中的60%受试者病毒载量低于400 拷贝/mL，而安慰剂仅有26%达到此标准。此外，每日一次中的44%和每日两次的45%的受试者病毒载量低于 50 拷贝/mL，而安慰剂组则是23%。对于CD4+细胞增加，每日一次组平均增加 110 个/μL；每日两次组平均增加106 个/μL；安慰剂组平均增加56 个/μL。
马拉韦罗在美国通过FDA批准后，翌月通过了欧盟的批准。
2012年，一篇发表在《新英格兰医学杂志》的论文报道了关于马拉韦罗用于治疗白血病方面的I期和II期临床试验的结果，结果显示马拉韦罗似乎能减缓接受过同种异体骨髓移植的白血病患者的移植物对抗宿主疾病症状。

## 延伸阅读
- Dean L. . Pratt VM, McLeod HL, Rubinstein WS,  et al  (编). . National Center for Biotechnology Information (NCBI). 2015  [2024-09-01]. PMID 28520358. Bookshelf ID: NBK279895. （原始内容存档于2020-10-26）.